# مصحح حجم الغاز
مصحح حجم الغاز - وهو جهاز لحساب وجمع وتحديد الزيادات في حجم الغاز ، ويقاس بمقياس الغاز إذا كانت ظروف التشغيل الأساسية . لهذا الغرض ، يستخدم كمدخلات حجم الغاز ، تقاس بواسطة مقياس الغاز وغيرها من المقاييس مثل: ضغط الغاز ودرجة الحرارة. يتم استخدامه لتسوية تجارة الغاز بالجملة.
هناك نوعان من مصححات حجم الغاز:
النوع 1 - مصحح حجم الغاز مع أنواع محددة من محولات الطاقة للضغط ودرجة الحرارة أو درجة الحرارة فقط. هذا النوع من مصحح حجم الغاز يعمل من البطارية.
النوع 2 - جهاز يحول أجهزة إرسال منفصلة مع درجة حرارة وضغط خارجيين ، أو درجة حرارة فقط وللحاسبة المنفصلة ، والتي قد تتم الموافقة عليها بشكل منفصل. هذا النوع من مصحح حجم الغاز يعمل بالتيار الكهربائي.